# Vật lý lý thuyết
Vật lý lý thuyết là lĩnh vực thuộc ngành vật lý học chuyên đi sâu vào vấn đề xây dựng các thuyết vật lý. Dựa trên nền tảng là các mô hình vật lý, các nhà khoa học vật lý xây dựng các thuyết vật lý.
Thuyết vật lý là sự hiểu biết tổng quát nhất của con người trong một lĩnh vực, một phạm vi vật lý nhất định. Dựa trên một mô hình vật lý tưởng tượng, các nhà vật lý lý thuyết bằng phương pháp suy diễn, phương pháp suy luận toán học đã đề ra một hệ thống các quy tắc, các định luật, các nguyên lý vật lý dùng làm cơ sở để giải thích các hiện tượng, các sự kiện vật lý và để tạo ra khả năng tìm hiểu, khám phá, tác động hiệu quả vào đời sống thực tiễn.

## Các nhà vật lý lý thuyết
- Isaac Newton
- Albert Einstein
- Enrico Fermi
- Erwin Schrodinger
- James Clerk Maxwell
- Max Planck
- Niels Bohr
- Paul Dirac
- Werner Heisenberg
- Yukawa Hideki
- Stephen Hawking
- J. Robert Oppenheimer